# زبان اشاره عمانی
زبان اشاره عمانی زبان اشاره‌ای است که توسط ناشنوایان و کم شنوایان در عمان استفاده می‌شود.